# Liste der Museen in Augsburg
Die Liste der Museen in Augsburg gibt einen Überblick über aktuelle und ehemalige Museen in der kreisfreien Stadt Augsburg in Bayern.

## Aktuelle Museen
| Museum                                            | Sammlungsgebiet                                      | Beschreibung | Bild |
| ------------------------------------------------- | ---------------------------------------------------- | --- | ---- |
| Bahnpark                                          | Historische Lokomotiven                              | Der Bahnpark Augsburg befindet sich auf einem Teilbereich des ehemaligen Bahnbetriebswerkes der Deutschen Bahn AG. Dort sind neunundzwanzig historische Lokomotiven aus den Mitgliedsländern der EU inklusive der Schweiz in einem alten Ringlokschuppen ausgestellt. |      |
| Brechthaus                                        | Leben und Wirken von Bertolt Brecht                  | Das Geburtshaus des Dichters und Schriftstellers Bertolt Brecht im Lechviertel beherbergt heutzutage eine Ausstellung über Leben und Wirken des wohl berühmtesten Sohnes der Stadt mit einem besonderen Schwerpunkt auf seiner Zeit in Augsburg. |      |
| Deutsche Barockgalerie                            | Kunst zur Zeit des Barock                            | Die Deutsche Barockgalerie befindet sich im Schaezlerpalais und widmet sich Werken von Künstlern, die zur Zeit des Barock lebten und wirkten. Ausgestellt sind nicht nur Gemälde, sondern auch Statuen und andere Werke. |      |
| Die Kiste – Museum der Augsburger Puppenkiste     | Puppentheater                                        | Seit der Renovierung des Heilig-Geist-Spitals besitzt die Puppenkiste ihr eigenes Museum: In einer Dauerausstellung werden die bekannten Stars an Fäden wie das Urmel, Jim Knopf und Kalle Wirsch gezeigt. In viermonatlich wechselnden Sonderausstellungen werden sowohl Figuren aus dem Fundus als auch aus anderen Theatern und Sammlungen zu verschiedenen, oft aktuellen Puppentheaterthemen präsentiert. |      |
| Diözesanmuseum St. Afra                           | Geschichte der Diözese Augsburg                      | Das kirchliche Museum St. Afra stellt die Geschichte des Bistums Augsburg – eines der ältesten in Deutschland – mit einer Vielzahl von Exponaten dar. |      |
| Eishockeymuseum                                   | Eishockey                                            | Das Eishockeymuseum befindet sich neben dem Plärrer und stellt verschiedene Exponate berühmter Eishockeyspieler im In- und Ausland aus, so zum Beispiel den Nachlass von Gustav Jaenecke. Daneben führt es die Hall of Fame Deutschland, in die Spieler, Schiedsrichter, Trainer, Offizielle und Journalisten aufgenommen werden. |      |
| Forstmuseum Waldpavillon                          | Natur                                                | Das Forstmuseum Waldpavillon im Stadtteil Hochfeld versteht sich als Umweltbildungsstätte, die auf 200 m² verschiedene Elemente des Augsburger Stadtwaldes zum Anfassen und Erleben ausstellt und daneben eine umfangreiche Sammlung floristischer und faunistischer Exponate und ein angeschlossenes Biotop umfasst. |      |
| Fuggereimuseum                                    | Geschichte                                           | Eine ehemalige Wohnung in der ältesten Sozialsiedlung der Welt dient heute als Museum und erzählt die Geschichte der Fuggerei, der Stadt in der Stadt. |      |
| Fugger und Welser Erlebnismuseum                  | Geschichte der Familien Fugger und Welser            | Das Museum beschäftigt sich mit der Geschichte der Augsburger Kaufmannsfamilien Fugger und Welser, verzichtet in seiner Ausstellung aber weitestgehend auf originale Stücke aus deren Zeit, sondern will stattdessen mit Filmen, Tonstücken, Projektionen und interaktiven Inhalten die Geschichte der beiden Augsburger Kaufmannsgeschlechter erlebbar machen – daher auch der Name „Erlebnismuseum“. |      |
| Galerie Noah                                      | Kunst                                                | Die Galerie Noah befindet sich im Augsburger Glaspalast neben dem Kunstmuseum Walter. Es widmet sich vor allem moderner Kunst. |      |
| Gaswerksmuseum Augsburg                           | Geschichte der Augsburger Gaswerke                   | Der Verein Gaswerksfreunde Augsburg e. V. hat in der ehemaligen Elektro-Zentrale des Gaswerks in Oberhausen eine Ausstellung über die Geschichte der Gasversorgung eingerichtet, die auch verschiedene Dieselmotoren und Gasgeräte beherbergt. |      |
| Graphische Sammlung der Stadt Augsburg            | Kunst                                                | Das Schaezlerpalais in der Altstadt beherbergt neben der Deutschen Barockgalerie und der Staatsgalerie Altdeutsche Meister auch die Graphische Sammlung der Stadt Augsburg, die Werke ausstellt, die sich im Besitz der Stadt befinden. |      |
| H2 – Zentrum für Gegenwartskunst                  | Moderne Kunst                                        | Das H2 – Zentrum für Gegenwartskunst wurde am 23. Mai 2006 im Glaspalast eröffnet und dient als Wechselausstellungshalle und Experimentiergehäuse zugleich. |      |
| Haus der Bayerischen Geschichte                   | Geschichte des Freistaats Bayern                     | Das Haus der Bayerischen Geschichte befindet sich in der Halderstraße im Bahnhofsviertel und wurde vom Freistaat Bayern als eine Behörde ins Leben gerufen, deren Aufgabe unter anderem die geschichtliche Aufklärung aller Bewohner Bayerns ist. Daneben unterhält es ein großes Bildarchiv zur bayerischen Geschichte. |      |
| Heiltumskammer                                    | Reliquienschatz                                      | Die Heiltumskammer befindet sich in der Basilika St. Ulrich und Afra in der Altstadt. Hier ist der mittelalterliche Reliquienschatz des ehemaligen Benediktinerklosters und Reichsmünsters gesammelt. |      |
| Heimatmuseum für Stadt und Landkreis Neudek       | Geschichte von Stadt und Landkreis Neudek            | Das Heimatmuseum der Stadt und des Landkreises Neudek (heute Nejdek in Tschechien) widmet sich der Aufgabe, Geschichte und Kultur der ehemals böhmischen Stadt aufrechtzuerhalten und befasst sich mit den Vertriebenen aus dieser Region, deren Nachfahren heute in Augsburg leben. |      |
| Heimatstube Reichenberg mit Archiv und Bibliothek | Geschichte der Vertriebenen aus Reichenberg          | Die Heimatstube des Heimatkreises Reichenberg e. V. befasst sich mit der Geschichte der Stadt Liberec (ehemals Reichenberg) und dabei vor allem mit den ehemaligen Bürgern, die nach dem Zweiten Weltkrieg von dort vertrieben wurden. Daneben besitzt sie ein angeschlossenes Archiv mit einer Bibliothek zu den genannten Themen. |      |
| Jüdisches Museum Augsburg Schwaben                | Jüdische Geschichte                                  | Das Jüdische Museum versteht sich als historisches Museum, das aus der jüdischen Geschichte Bayerisch-Schwabens heraus auch Bezüge zu gegenwärtigen gesellschaftlichen Fragen herstellt. Die Dauerausstellung im Synagogengebäude in der Halderstraße dokumentiert die reiche Kultur und wechselvolle Geschichte der Juden in Augsburg und Schwaben vom Mittelalter bis heute. Der Standort in der ehemaligen Synagoge Kriegshaber bietet die Möglichkeit, das älteste erhaltene jüdische Gotteshaus in Bayerisch-Schwaben zu besichtigen. |      |
| Kanumuseum                                        | Kanusport                                            | Das Kanumuseum in der Nähe des Eiskanals wurde am 17. Juli 2003 eröffnet und zeigt auf mehreren Ebenen Exponate aus der mehr als 80-jährigen Geschichte des Kanusports in Augsburg. Neben der Sportart an sich und den Entwicklungen der Techniken liegt ein besonderes Augenmerk aber auch auf den Personen, die sich um die „Kanusport-Hauptstadt Augsburg“ besonders verdient gemacht haben – Sportler wie auch Politiker oder andere Förderer.                                                                                         |      |
| Karl und Magdalene Haberstock-Stiftung            | Kunst                                                | Die Karl und Magdalene Haberstock-Stiftung, oft auch als Haberstock-Sammlung bezeichnet, ist eine Kunstsammlung im Schaezlerpalais in der Altstadt. Sie stellt die Werke aus dem ehemaligen Privatbesitz des Münchner Kunsthändlers Karl Haberstock aus, so unter anderem Gemälde von Canaletto, Lucas Cranach dem Älteren, Giovanni Battista Tiepolo oder Paolo Veronese. |      |
| Kunstmuseum Walter                                | Kunst                                                | Das Kunstmuseum Walter zeigt auf 5.500 m² die Privatsammlung des Unternehmers Prof. Ignatz Walter. Schwerpunkt der Sammlung ist die zeitgenössische Kunst. Als Höhepunkt gilt die Glaskunst von Egidio Costantini, dessen zahlreiche Werke in Zusammenarbeit mit Künstlern wie Picasso, Miró und Braque entstanden. |      |
| Lettl-Museum für surreale Kunst                   | Surreale Kunst                                       | Der 2008 verstorbene Augsburger Surrealist Wolfgang Lettl hat ein Werk von über 500 Bildern hinterlassen. Gemäß dem Wunsch des Künstlers, sein Werk der Stadt Augsburg zu erhalten und der Öffentlichkeit zugänglich zu machen, wurde 1992 der Wolfgang Lettl - Verein zur Förderung surrealer Kunst e. V. gegründet. Von 1993 bis 2013 bestand in Augsburg das Lettl-Atrium. Am 18. Dezember 2019 wurde zum 100. Geburtstag von Wolfgang Lettl wurde im Herzen der Stadt das Lettl-Museum eröffnet.                                       |      |
| Lutherstiege                                      | Geschichte der Reformation                           | Die Lutherstiege wurde 1983 zum 500. Geburtsjahr Martin Luthers in Nebenräumen der Pfarrkirche St. Anna eingerichtet und befasst sich mit den Ereignissen, die zur Reformation und der damit verbundenen Spaltung der damals noch einen Kirche geführt haben. Einen besonderen Schwerpunkt bildet das entscheidende Gespräch zwischen Luther und Kardinal Cajetan, einem Legaten der römischen Kurie, das 1518 in Augsburg stattfand. |      |
| MAN-Museum                                        | Geschichte der MAN AG                                | Das Werksmuseum der MAN AG (Maschinenfabrik Augsburg-Nürnberg) befasst sich mit der Geschichte und den technischen Leistungen des Unternehmens, das ursprünglich aus Augsburg stammt. In der 1.800 m² großen Ausstellung sind neben einer Vielzahl von Dokumenten zur MAN AG und zu Rudolf Diesel, dem Erfinder des Dieselmotors, auch etliche Maschinen und Fahrzeuge aus Vergangenheit und Gegenwart ausgestellt. Einen besonderen Höhepunkt bildet der erste Dieselmotor der Welt, ein Versuchsmotor von 1895.                          |      |
| Maximilianmuseum                                  | Kunst, Wanderausstellungen                           | Das städtische Maximilianmuseum gilt als eines der bedeutendsten Museen der Stadt und beherbergt neben Dauerausstellungen, die u. a. Skulpturen, Goldschmiedekunst, Bauentwürfe und stadtgeschichtliche Sammlungen darstellen, auch wechselnde Ausstellungen zu verschiedenen Themen. |      |
| Mazda-Museum                                      | Fahrzeuge des japanischen Automobilherstellers Mazda | Das Mazda-Museum im Stadtbezirk Rechts der Wertach wurde im Mai 2017 eröffnet und präsentiert auf einer Ausstellungsfläche von 1500 Quadratmetern insgesamt etwa fünfzig Fahrzeuge des japanischen Automobilherstellers Mazda. Dabei handelt es sich um die größte Mazda-Ausstellung der Welt und das einzige Mazda-Museum außerhalb Japans. |      |
| Leopold-Mozart-Haus Augsburg                      | Geschichte der Familie Mozart                        | Das Mozarthaus in der Nähe des Doms ist ein Museum zur Geschichte der Familie Mozart in Augsburg. Zentrales Ausstellungsstück ist ein Hammerflügel von Johann Andreas Stein, auf dem sowohl Leopold Mozart, als auch später Wolfgang Amadeus Mozart spielten. |      |
| Naturmuseum                                       | Natur                                                | Das Naturmuseum beherbergt eine Vielzahl von Exponaten zu den Themenbereichen Natur und Tiere und besitzt einen besonderen Schwerpunkt auf dem Leben in der Molasse Süddeutschlands, also den Gesteinsablagerungen wie Tonen und Schottern. |      |
| Neue Galerie im Höhmannhaus                       | Kunst                                                | Die Neue Galerie im Höhmannhaus ist ein internationales Forum für zeitgenössische Kunst der Städtischen Kunstsammlungen Augsburg. Mit Ausstellungen internationaler Kunst aus den Bereichen Malerei, Fotografie, Konzept- und Medienkunst werden in der städtischen Galerie aktuelle, zeit- oder situationsbezogene Projekte und Werkkomplexe gezeigt. |      |
| Oberhauser Museumsstüble                          | Geschichte des Stadtteils Oberhausen                 | Das Museumsstüble in Oberhausen ist der Geschichte des über viele Jahrhunderte selbstständigen Stadtteils gewidmet, der 1911 nach Augsburg eingemeindet wurde. Es befindet sich nach dem Auszug aus der Zollernstraße seit September 2024 im Ofenhaus auf dem Gaswerkareal. |      |
| Römisches Museum                                  | Römische Geschichte                                  | Das Museum zeigt einige regionale archäologische Funde von der Steinzeit über die Bronzezeit bis zur Spätantike und dem frühen Mittelalter. Aufgrund der Baufälligkeit der Dominikanerkirche wechselte die Ausstellung im Juni 2015 übergangsweise in die Toskanische Säulenhalle des Zeughauses. |      |
| Schwäbisches Handwerkermuseum                     | Handwerksgeschichte                                  | Das Schwäbische Handwerkermuseum ist ein von der Handwerkskammer für Schwaben betriebenes Museum, in dem detailgetreu nachgebildete Werkstätten alter Handwerksberufe ausgestellt sind. |      |
| Skimuseum                                         | Geschichte des Skisports                             | In den denkmalgeschützten Räumen des Fabrikschlosses gibt das Skimuseum einen Einblick in Geschichte und Entwicklung des Skisports – von historischen Skimodellen bis zu Postern von den Olympischen Winterspielen seit 1924. |      |
| Sparkassen-Planetarium im Naturmuseum             | Planetarium                                          | Das Planetarium der Sparkassen-Stiftung Augsburg ermöglicht den Besuchern virtuelle Reisen durch das Weltall und zeigt dabei zum Beispiel besondere Ereignisse wie Sonnenfinsternis oder auch spezielle Planetenkonstellationen. |      |
| Staatliches Textil- und Industriemuseum (tim)     | Textilindustrie                                      | Im Staatlichen Textil- und Industriemuseum in der ehemaligen Augsburger Kammgarn-Spinnerei wird die Geschichte der Textilindustrie und ihre Bedeutung für die Augsburger Stadtgeschichte näher beleuchtet (Schwerpunkt Technik). |      |
| Staatsgalerie Altdeutsche Meister                 | Kunst                                                | In der ehemaligen Katharinenkirche und Teilen des Schaezlerpalais ist die Staatsgalerie Altdeutsche Meister zusammen mit der Deutschen Barockgalerie und den Graphischen Sammlungen der Stadt Augsburg untergebracht. |      |
| Staatsgalerie Moderne Kunst                       | Kunst                                                | Die Staatsgalerie Moderne Kunst befindet sich im Glaspalast und ist eine Zweigstelle der Pinakothek der Moderne in München. Sie befindet sich in unmittelbarer Nachbarschaft zum städtischen H2 – Zentrum für Gegenwartskunst. In dem 1500 m² großen, renovierten und von Tageslicht durchfluteten Teil des Industriebaus steht die Kunst ab 1945 im Mittelpunkt. |      |
| Turbinenmuseum                                    | Turbinentechnik                                      | Zusammen mit dem Augsburger Skimuseum im alten Fabrikschloss gelegen, beschäftigt sich das Turbinenmuseum mit der Technik der Turbinen der ehemaligen Spinnerei und Weberei, die in diesem Gebäude früher untergebracht war. |      |
| Wasserwerk am Hochablaß                           | Wasserwerk Wasserkraftwerk                           | Technikmuseum und Trinkwasserinformationszentrale zur Augsburger Trinkwasserversorgung der Stadtwerke Augsburg. Es war das erste erbaute Augsburger Wasserwerk zur zentralen Trinkwasserversorgung auf dem Stadtgebiet. Es war bis 2007 in Betrieb und dient nach seiner Stilllegung als Wasserkraftwerk zur Stromerzeugung. |      |
| WBG-Museum                                        | Wohnungsbau                                          | Das WBG-Museum widmet sich der Geschichte und Bedeutung der Stadtplanung und -entwicklung durch die Wohnungsbaugenossenschaft Augsburg. |      |

## Ehemalige Museen
| Museum                     | Sammlungsgebiet | Beschreibung | Bild |
| -------------------------- | --------------- | --- | ---- |
| Architekturmuseum Schwaben | Architektur     | Das Architekturmuseum Schwaben in Augsburg war bis 2019 eine Zweigstelle des Architekturmuseums der Technischen Universität München und war in der denkmalgeschützten Villa der Architektenfamilie Buchegger untergebracht. Das Museum war ein Ausstellungs- und Veranstaltungsort für alle Bereiche der Architektur. |      |